# Buscando América (programa de televisión)
Expedición América es un programa de viajes y deporte aventura chileno, es la 2° edición del programa Expedición América. Esta vez conducido por el periodista Marcelo Álvarez quien es el conductor, camarógrafo, productor y realizador de esta serie y también director de la 1° temporada. El programa mezcla la historia, la naturaleza, y lugares turísticos, al igual que su antecesora el programa se emite de lunes a viernes de 12.30 a 13.30 horas, franja anteriormente ocupado por el programa “Expedición América”. Transmitido por TVN, se estrenó el 3 de febrero de 2014.

## Formato
A diferencia de la 1° temporada en cada capítulo se muestra la historia, platos típicos, la naturaleza, independencias, guerras y lugares turísticos de distintos países americanos tales como: Chile, pasando por Venezuela, Costa Rica, Colombia, Ecuador, Argentina, Perú, Bolivia, Aruba, El Salvador, Panamá, República Dominicana, Guatemala, Honduras, Nicaragua, México, e Isla de Pascua. Más de 11 mil kilómetros recorridos por aire, mar y tierra.

## Temporadas
|  | 1 | Expedición América | 21 | Constanza Patiño | 2 de enero de 2014   | 31 de enero de 2014   |
|  | 2 | Buscando América   | 15 | Marcelo Álvarez  | 3 de febrero de 2014 | 24 de febrero de 2014 |

## Episodios
| Capítulo | País/Lugar                                             | Emisión               |
| --- | ------------------------------------------------------ | --------------------- |
| 1 | « República Dominicana, Bahía Principe y Playa Rincón» | 3 de febrero de 2014  |
| En este primer capítulo, descubriremos Bahía Principe, ubicada en la playa La Romana, en República Dominicana. A continuación, conoceremos la región de Samaná, nuestro destino Playa Rincón, un paraíso escondido en medio del Caribe. |                                                        |                       |
| 2 | « México Yucatán»                                      | 4 de febrero de 2014  |
| En este capítulo descubriremos Playa del Carmen, ubicada en la Riviera Maya de México. A continuación, disfrutaremos del buceo en un Cenote de ríos subterráneos, en el Parque de Akthuchen, ubicado en la península de Yucatán. |                                                        |                       |
| 3 | « Honduras , Isla de Roatán»                           | 5 de febrero de 2014  |
| En el capítulo de hoy nos internaremos en una naturaleza tropical, desbordante, que lentamente va emergiendo entre asombrosas playas de arena blanca y aguas de color turqueza. La Isla de Roatán, forma parte de las Islas de la Bahía, habitadas desde el siglo XVI. |                                                        |                       |
| 4 | « Nicaragua, Islas del Maíz y Ciudad de León»          | 6 de febrero de 2014  |
| En este capítulo, conoceremos el secreto mejor guardado de los nicaragüenses, Islas del Maíz, archipiélago perteneciente al mar Atlántico Sur de Nicaragua. A continuación, descubriremos toda la historia de la Ciudad de León, montada frente al volcán momotombo. |                                                        |                       |
| 5 | « Venezuela, Isla de Margarita»                        | 7 de febrero de 2014  |
| En este capítulo, descubriremos todos los rincones de la Isla de Margarita, ubicada a 330 kilómetros de Caracas, Venezuela. Lo increíble de este lugar son sus paradisíacas playas , que se cruzan con los imponentes Castillos que hay en la isla, además de la calidez de su gente. |                                                        |                       |
| 6 | « Costa Rica, Caño Negro»                              | 10 de febrero de 2014 |
| En este capítulo, descubriremos la localidad de Caño Negro, ubicada 290 kilómetros al norte de San José, capital de Costa Rica. Cuenta con un río llamado Caño Negro, que sirve como refugio de vida silvestre. Además, la localidad cuenta con la presencia de los indígenas Malekus, que ayudan a difundir el turismo ecológico en la zona.                                                                                    |                                                        |                       |
| 7 | « Nicaragua Managua»                                   | 11 de febrero de 2014 |
| En este capítulo viajamos a la tierra de lagos y volcanes que descansa en el corazón de Centro América. Managua es la capital de Nicaragua, que se encuentra rodeado del lago Xolotlán, un bello lugar, lleno de encantos, riqueza cultural, bellezas naturales que emociona al viajero que llega a conocer estas tierras. |                                                        |                       |
| 8 | « Costa Rica, San José»                                | 12 de febrero de 2014 |
| San José, es la capital de Costa Rica, fundada el 7 de diciembre de 1847. Se encuentra ubicada en el corazón del Valle Central, en la provincia del mismo nombre. Un país donde viven más de 4 millones de habitantes, donde se concentra más de la mitad de las especies vegetales del planeta. |                                                        |                       |
| 9 | «Antártida»                                            | 13 de febrero de 2014 |
| En el capítulo de hoy viajamos a la Antártida, el “sexto continente”. Tierra desolada, la única que no ha sido conquistada por el hombre. Navegaremos por este paraíso virgen, punto del planeta que se manifiesta con todo su poder y omnipotencia, el lugar que el ser humano se siente disminuido ante la enorme geografía.                                                                                                   |                                                        |                       |
| 10 | « Perú, Lima»                                          | 14 de febrero de 2014 |
| La ciudad de Lima se encuentra en la costa central del país, a orillas del Océano Pacífico en los valles de los Ríos Chillón, Rímac y Lurín. Fue fundada el 18 de enero en 1535 con el nombre de "Ciudad de Los Reyes", convirtiéndose en la capital del Virreinato del Perú. Hoy es una ciudad moderna de constante crecimiento, con más de 8 millones de habitantes quienes han sabido mantener viva su cultura y tradiciones. |                                                        |                       |
| 11 | « Venezuela, Mérida»                                   | 17 de febrero de 2014 |
| En este capítulo descubriremos la preciosa ciudad de Mérida, ubicada a 790 kilómetros de Caracas, Venezuela. En este lugar conoceremos la heladería "Coromoto" la más curiosa del mundo, que es reconocida en todos lados por ser la única heladería con más de 800 sabores. También, visitaremos el monumento "El pico del Águila", el punto más alto del país, donde encontraremos una gran diversidad natural.                |                                                        |                       |
| 12 | « Costa Rica»                                          | 18 de febrero de 2014 |
| En este capítulo, descubriremos los hermosos paisajes de Costa Rica, la tierra de Volcanes. El primer punto de arribo es la localidad de Bijagua, donde visitaremos el Volcán Tenorio, donde su atracción principal es la cascada de la laguna azul. Además, conoceremos la gran cantidad de reservas naturales que tiene este país, donde se pueden encontrar Bosques lluviosos y animales exóticos.                            |                                                        |                       |
| 13 | « Nicaragua, San Juan»                                 | 19 de febrero de 2014 |
| En este capítulo, te mostramos la hermosa localidad de San Juan ubicada en el Río San Juan, de Nicaragua. Aquí descubriremos la ruta del agua, un proyecto turístico que busca ayudar a los pobladores aledaños al río. La travesía, muestra la diversidad natural que rodea este lugar, que se conforma mayormente por bosques húmedos que alberga a gran parte de la vida silvestre de San Juan.                               |                                                        |                       |
| 14 | « El Salvador»                                         | 20 de febrero de 2014 |
| En este capítulo, descubriremos la historia que ofrece El Salvador, este pequeño país que también es conocido como "Tierra de Volcanes". Nuestra aventura comienza en el parque nacional los Volcanes, donde están cuatro de los catorce volcanes que tiene el país. También, llegaremos a la ciudad de Nejapa, para disfrutar de la Fiesta llamada "Bolas de Fuego".                                                            |                                                        |                       |
| 15 | « Ecuador, Islas Galápagos»                            | 24 de febrero de 2014 |
| En este capítulo descubriremos espectaculares paisajes en las Islas Galápagos, ubicada a 1000 kilómetros de la costa continental del Ecuador. Este archipiélago está compuesto por 13 islas principales con un centenar de arrecifes, en medio del océano Pacífico. Con una diversidad en flora y fauna que encanta a todos los visitantes.                                                                                      |                                                        |                       |